# Live and Loud (Nirvana)
Albums de Nirvana
Live at the Paramount
(2011)
Live and Loud est un concert du groupe Nirvana, enregistré à Seattle le 13 décembre 1993 par MTV pour être diffusé le 31 décembre 1993, et réédité vingt ans plus tard.
La version diffusée par la chaîne ne comprenait pas l'intégralité du concert. En 2013, dans le cadre du vingtième anniversaire de l'album In Utero, ce concert est proposé en intégralité pour la première fois, en audio et en vidéo. La version vidéo propose certains titres des répétitions.

## Liste des titres diffusés sur MTV
1. Radio Friendly Unit Shifter
2. Drain You
3. Breed
4. Serve The Servants
5. Rape Me
6. Heart Shapped Box
7. Pennyroyal Tea
8. Scentless Apprentice
9. Lithium
10. Endless Nameless

## Liste des titres du DVD
1. Radio Friendly Unit Shifter
2. Drain You
3. Breed
4. Serve The Servants
5. Rape Me
6. Sliver
7. Pennyroyal Tea
8. Scentless Apprentice
9. All Apologies
10. Heart-Shaped Box
11. Blew
12. The Man Who Sold The World
13. School
14. Come As You Are
15. Lithium
16. About A Girl
17. Endless, Nameless

- Bonus

1. Very Ape (Live & Loud répétition )
2. Radio Friendly Unit Shifter (Live & Loud répétition)
3. Rape Me (Live & Loud répétition)
4. Pennyroyal Tea (Live & Loud répétition)
5. Heart-Shaped Box (vidéo-clip)
6. Rape Me (Live à Nulle Part Ailleurs, Paris, France, 4 février 1994)
7. Pennyroyal Tea (Live à Nulle Part Ailleurs, Paris, France, France, 4 février 1994)
8. Drain You (Live à Nulle Part Ailleurs, Paris, France, France, 4 février 1994)
9. Serve the Servants (Live à Tunnel, Rome, Italie, 23 février 1994)
10. Radio Friendly Unit Shifter (Live au Terminal 1, Munich, Allemagne,  1er mars 1994)
11. My Best Friend's Girl (Ric Ocasek) (Live au Terminal 1, Munich, Allemagne,  1er mars 1994)
12. Drain You (Live au Terminal 1, Munich, Allemagne,  1er mars 1994)